# 緬澤林斯克區

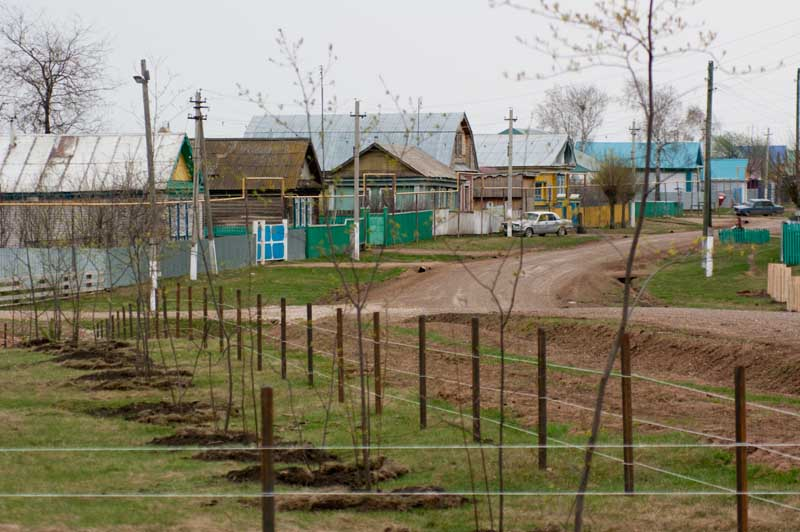

55°37′N 53°08′E / 55.617°N 53.133°E
緬澤林斯克區（俄语：Мензелинский район），是俄羅斯的一個區，位於該國西部，由韃靼斯坦共和國負責管轄，面積1,923.4平方公里，2010年人口29,359，人口密度每平方公里15.26人。